# كيد شوكوليت
كيد شوكوليت مواليد 6 يناير 1910 في هافانا، كوبا - الوفاة 8 أغسطس 1988 في كوبا، كان ملاكم كوبي سابق صنّف ضمن فئة وزن الريشة.

## إحصائيات
خاض خلال مسيرته 152 نزالا، فاز في 136 وتعادل في 6 وخسر في 10. فاز بالضربة القاضية في 51 نزالا.

## روابط خارجية
- كيد شوكوليت على موقع بوكس ريك (الإنجليزية) (registration required)